# ریپر
ریپِرنِت (به انگلیسی: RIPRNet) با نام کامل شبکه روتر پروتکل اینترنت قابل انتشار (به انگلیسی: Releasable Internet Protocol Router Network) یک شبکه رایانه‌ای بر پایه مجموعه پروتکل اینترنت (همانند سیپرنت) است که برای ارائه دسترسی مشترک به کره جنوبی و ایالات متحده آمریکا ساخته شده است.
درحالیکه سیپرنت یک شبکه مجموعه پروتکل اینترنت دفاکتو سطح محرمانه برای استفاده عمومی است، ریپر، یک شبکه رایانه‌ای برای اطلاعاتی است که به عنوان اسرار قابل انتشار بین جمهوری کره و آمریکا طبقه‌بندی می‌شوند. به بیان دیگر، ریپرنت یک شبکه ائتلافی امن برای استفاده مشترک کره جنوبی و آمریکا است.

## نام جایگزین
همانگونه که در گویش روزانه، به سیپرنت  و نیپرنت به ترتیب "سیپر-نت" و "نیپر-نت" (یا به شکل ساده "سیپر" و "نیپر") می‌گویند به ریپرنت نیز "ریپر" می‌گویند.